# Ulsholmen

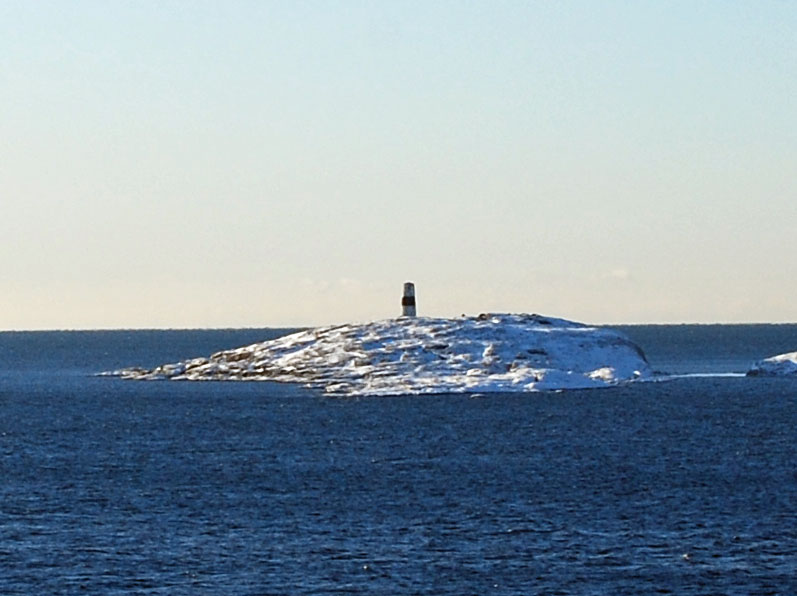
Kumlet på Ulsholmens kalv sedd från Tjurpannan.

Ulsholmen är en obebodd ö i Havstenssunds skärgård i Tanums kommun, Bohuslän, Västra Götalands län. Ön ligger 3,5 km sydväst om Havstenssund ute vid Väderöfjorden. Från ön sett ligger Stora Huvudet på Tjurpannan 1200 meter rakt i öster.
På ön finns såväl tomtningar som labyrint.

## Etymologi
På fastlandet, på andra sidan Tanumsnäset, finns gården Ulseröd. Förledet på såväl gård- som ö-namn är troligen ett mansnamn.
På mål uttalas öns namn på samma sätt som ön Ursholmen (fyrplats söder om Koster). Om det inte av sammanhanget framgår vilken av öarna som åsyftas, så kan man i Havstenssundstrakten utöka namnet på fyrplatsen till "Köster Ushhölme".

## Historia
Den 5 april 1957 grundstötte och sjönk räktrålaren SD 238 Resarö från Resö i sundet mellan Ulsholmen och Kalven. Besättningen räddades. Vraket sprängdes och därefter bärgades motorn.

## Ulsholms kalv
På ön strax sydöst om Ulsholmen, Ulsholms kalv eller Kalven, finns sedan länge ett sjömärke. Det är dokumenterat att det år 1829 uppfördes ett stångmärke på ön. Stångmärket bestod av hjärtspira med fyra stöttor. På toppen av hjärtspiran fanns ett topptecken i form av en vit tavla. Stångmärket var 18 meter högt.
År 1892 ersattes med stångmärket av det nuvarande välbevarade stenkumlet. Kumlet på Kalven är vitmålat med svart mittbälte och nio meter högt, därmed är det ett av Bohusläns högsta kummel.